# Thanatus albescens
Thanatus albescens là một loài nhện trong họ Philodromidae.
Loài này thuộc chi Thanatus. Thanatus albescens được Octavius Pickard-Cambridge miêu tả năm 1885.